# Jüdischer Friedhof (Schwanewede)

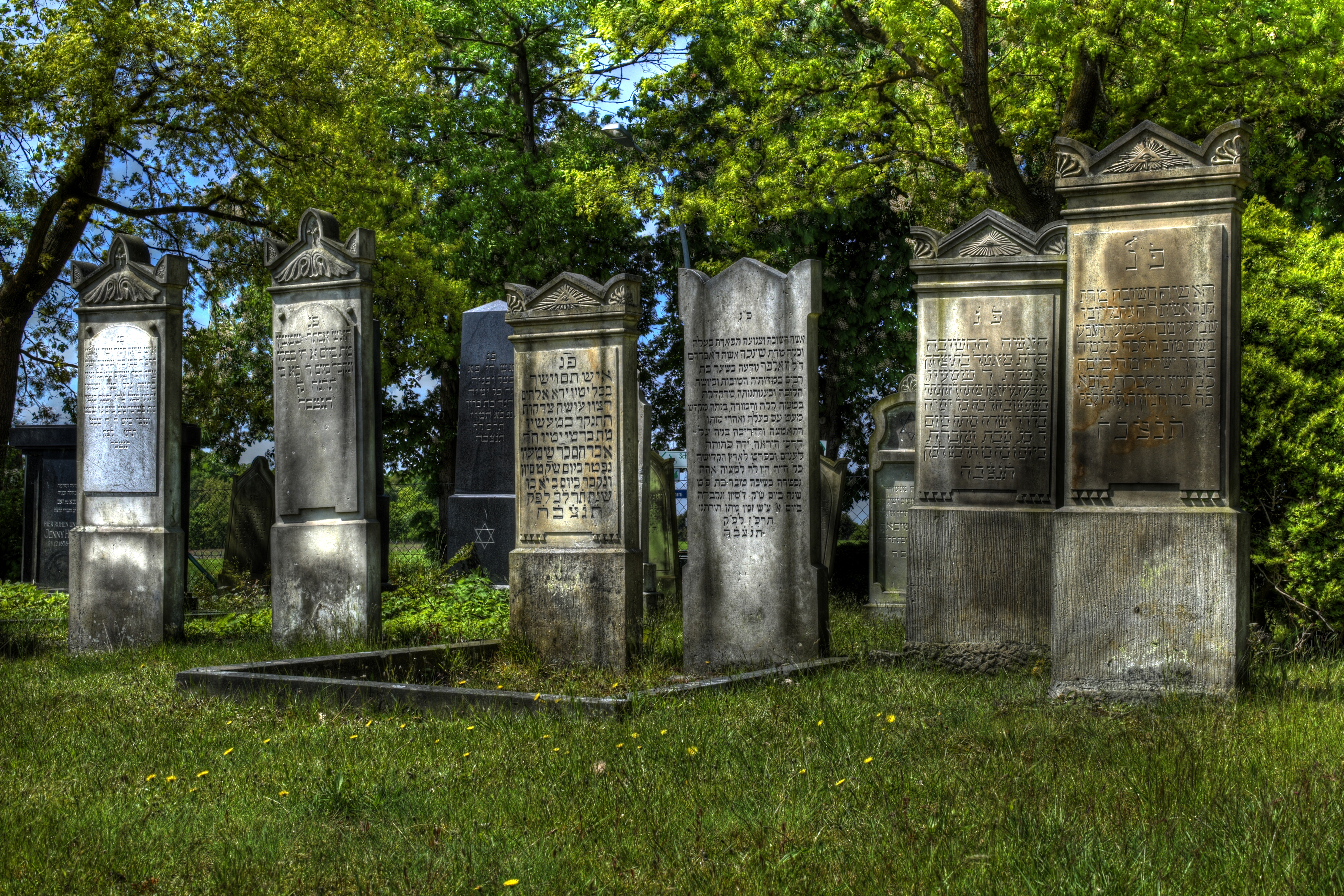
Jüdischer Friedhof in Schwanewede

Der Jüdische Friedhof Schwanewede ist ein Jüdischer Friedhof in Schwanewede (Landkreis Osterholz, Niedersachsen), der im Ortsteil Koppelsberg an der Straße Am Spreeken gelegen ist. 
Der Friedhof steht unter Denkmalschutz (siehe auch Liste der Baudenkmale in Schwanewede).

## Geschichte und Beschreibung
Auf dem Friedhof befinden sich 112 Grabsteine, der erste von 1815. Beisetzungen wurden bis 1941 vorgenommen. Unter anderem wurden hier Juden aus Blumenthal bestattet, das erst seit 1939 zu Bremen gehört. Nach Angaben des Historikers Jürgen Bohmbach bestand der Friedhof „vermutlich ab 1774“ und die letzte Beerdigung fand dort 1924 statt.
In den 1990er-Jahren befasste sich der Schwaneweder Chronist und langjährige Vorsitzende des Heimatvereins Schwanewede, Horst Zientz, mit dem jüdischen Friedhof des Ortes und erstellte eine Dokumentation über 100 Gräber. Seit Mitte der 2000er-Jahre forscht der im Ruhestand befindliche Schwaneweder Geschichtslehrer Herbert Scholz über die Begräbnisstätte. Nach Scholz’ Recherchen sind auf dem Friedhof „116 Menschen […] in 106 Gräbern beigesetzt“.
Der Friedhof befindet sich inzwischen im Besitz des Jüdischen Landesverbands Hannover, der 2011 die Begräbnisstätte restaurieren ließ. Unter anderem wurden dabei ein neuer Zaun gezogen sowie ein neues Tor errichtet, das mit mehreren Symbolen verziert ist: Einem Davidstern, der Menora und zwölf Kreisen für die Stämme Israels.